# Интернет в Швеции
Доступ к Интернету в Швеции имеют 94 % населения, что составляет 4-е место в мире по доле: первые три места занимают Фолклендские острова (96,9 %), Исландия (96 %) и Норвегия (95 %). В рейтинге стран по доле населения, имеющего доступ к Интернету по фиксированным линиям, Швеция занимает 18-е место, в рейтинге по доле населения, имеющего беспроводной широкополосный доступ — 5-е место. По средней скорости Интернет-соединения она занимает 2-е место.

## Основные сведения
- Национальный домен верхнего уровня: .se
- Интернет-хосты[англ.]: 6 млн. (19-е место в мире) на 2012 год[2] (5,6 млн. в 2010 году)
- Пользователи: 8,7 млн. (44-е место в мире), 94 % населения (4-е место в мире) на 2012 год[3][4]
- Фиксированные линии[англ.]: 2,9 млн. (30-е место в мире), 32,2% населения (18-е место в мире) на 2012 год[3][5]
- Беспроводные соединения[англ.]: 9,2 млн. (26-е место в мире), 101,3% населения (5-е место в мире) на 2012 год[6]
- IPv4: 30,4 млн. адресов (0,7 % от мирового показателя), 3336,4 адреса на 1000 человек (на 2012 год)[7][8].
- Интернет-провайдеры (ISPs): 673 (на 2015 год)[9].

## Технологии доступа
- Кабельный Интернет[англ.]: от 128 кбит/с до 10 Гбит/с (ведущий оператор — Com Hem[англ.])
- Оптоволоконная сеть: от 100 МБит/с до 10 Гбит/с
- ADSL: от 256 кбит/с до 30 Мбит/с
- VDSL: от 256 кбит/с до 60 Мбит/с
- Ethernet: подключение по оптоволоконным линиям

## История
Началом истории Интернета в Швеции можно считать 1984 год, когда первая шведская сеть в Гётеборге была подключена к Интернету. До этого момента связь с европейской частью глобальной сетью осуществлялась в университетах через модемное соединение или uucp.
Заметную роль Интернет начал играть только в 1988 году, когда к Интернету была подключена образовательная сеть SUNET, получившая прямое соединение с американскими серверами. Для широкой публики доступ в интернет был предоставлен в 1994 году: первый публичный оператор Algonet начал предлагать всем желающим выход в Интернет через модемные пулы на телефонной линии.
Плата за пользование Интернетом включала в себя ежемесячную фиксированную абонентскую плату и поминутную оплату, как и любые другие телефонные услуги телефонного монополиста Telia. Из-за высокой дороговизны долгих сессий, участились случаи незаконного использования бесплатных телефонных номеров с помощью взломанных кредитных карт. В 1996 году в Энгельхольме местный провайдер кабельного телевидения впервые предложил доступ Интернет по телевизионному кабелю и с фиксированной месячной платой. Резкое улучшение ситуации произошло в 1999 году, когда провайдер Bredbandsbolaget заключил соглашение с ассоциацией домовладельцев HSB, в результате чего большое число квартир в кондоминиумах получило широкополосный доступ в Интернет. В результате Telia была вынуждена предложить тарифные планы с оплатой по объёму трафика. Таким образом, начал развиваться рынок телекоммуникационных услуг, на котором Bredbandsbolaget и Telia стали просто двумя из множества компаний. В 2001 году в Швеции появилась технология ADSL, которую решила использовать Telia в своих телефонных сетях.

## Цензура
В 2009 году проект OpenNet Initiative (ONI) отметил, что в шведском сегменте Интернета не было замечено следов какой-либо фильтрации или цензуры, при этом для Швеции не было отдельного профиля в проекте (статистика включена в общую статистику по всей Скандинавии). Правительственных ограничений или запретов в отношении доступа к Интернету не обнаружено, равно как и фактов мониторинга Интернет-чатов или электронной почты, производимых правительственными службами без соответствующих разрешений; индивидуумы и группы могут свободно выражать своё мнение и взгляды в Интернете. Проверить доступность сайта в Швеции можно с помощью специальных сервисов.
Конституция Швеции гарантирует свободу слова и свободу прессы, правительство соблюдает эти права и гарантирует деятельность независимой прессы, эффективность судебной системы и сохранение демократического строя. За использование так называемого языка вражды и дискриминации кого-либо из членов общества виновникам грозит уголовная ответственность и наказание до 4 лет тюрьмы. Вмешательство в личную жизнь, семейные дела, нарушение тайны переписки запрещено без соответствующих санкций со стороны правительства. Службы безопасности имеют право осуществлять мониторинг интернет-трафика для предотвращения внешних угроз (в том числе терроризма и организованной преступности) только при наличии соответствующего разрешения со стороны суда и только по запросу правительства или структур безопасности. В 2012 году парламент Швеции принял Директиву о хранении данных (отменена в 2014 году), которая обязывала интернет-провайдеров хранить данные об интернет-трафике пользователей внутри страны в течение полугода, чтобы в случае решения суда службы безопасности и правопорядка могли получить доступ к необходимой информации.
Политика защиты данных в Швеции значительно повышает безопасность VPN-серверов, размещённых на её территории, за счёт сочетания строгого национального законодательства по приватности, прозрачных регулирующих механизмов и независимости IT-инфраструктуры.
- В Швеции действуют одни из самых жёстких в Европе законов о защите персональных данных, имплементирован европейский GDPR. Это значит, что провайдеры не могут без веских оснований хранить, передавать или раскрывать пользовательские данные, а доступ властей к таким данным строго ограничен и подлежит судебному контролю.
- Стратегическое размещение VPN-серверов (например, Proton VPN Secure Core) в Швеции позволяет воспользоваться преимуществами этой юрисдикции, минимизируя риски незаконного доступа, слежки и утечки данных. Именно поэтому ведущие VPN-сервисы выбирают для Secure Core физические серверы в странах с “прорезидентными к конфиденциальности” законами, к числу которых относится и Швеция.
- Благодаря политической стабильности и независимости судебной системы, в Швеции отсутствует практика массового тотального надзора, а любые действия по запросу пользовательских данных сопровождаются жёсткими процедурами и необходимостью судебного санкционирования. Это дополнительно защищает пользователей VPN от нарушения приватности.
- Физическая безопасность серверов часто гарантируется высоким стандартом дата-центров: многие объекты сертифицированы по международным стандартам (например, ISO 27001), оснащены защитой от взлома и имеют внутренние политики, предотвращающие несанкционированный доступ к оборудованию[14].
- Для самих VPN-сервисов наличие строгих законов по защите данных служит обоснованием для прозрачной политики “без логов” (no-logs policy), что подтверждается независимыми аудитами. VPN-провайдеры в Швеции обычно открыто декларируют отсутствие хранения данных о действиях и подключениях пользователей.

Крупнейшие Интернет-провайдеры Швеции располагают возможностью DNS-фильтрации (как в Дании), которая блокирует доступ к ряду сайтов, большая часть из которых занимаются распространением детской порнографии. Образец подобного списка встречается на одном из финском сайте, критикующем интернет-цензуру. Полиция Швеции отвечает за обновление «чёрного списка» сайтов. Так, 6 июля 2007 года поступили сообщения о том, что в этот список может попасть сайт торрент-трекеров The Pirate Bay по обвинению в распространении детской порнографии, однако все нелегальные материалы позже были удалены с сайта, и решения о блокировке были отменены (что именно находилось, полиция не раскрывала). Сами намерения заблокировать сайт были раскритикованы и охарактеризованы как «политическое решение».
9 декабря 2014 года в городе Нака под Стокгольмом полиция обыскала помещения, где располагался центр с данными The Pirate Bay. Домен thepiratebay.se оказался недоступным: несмотря на существование множества клонов и зеркал, а также слухи о возрождении сайта, доступ восстановить не удалось. 13 декабря 2014 года поисковой машиной isoHunt был создан сайт The Old Pirate Bay, представляющий собой копию старого сайта TPB. 21 декабря 2014 года официальный домен TPB снова оказался доступен, а сервер был перенесён в Молдавию.